# Patrizius Wittmann
Patrizius Wittmann (Ellwangen, 4 januari 1818 – München, 3 oktober 1883) was een Duits katholiek theoloog en historicus.

## Biografie
Vanaf negenjarige leeftijd volgde Wittmann een pro-gymnasium in zijn geboorteplaats en daarna een gymnasium in Ehingen. In de herfst van 1836 werd Patrizius Wittmann op de Eberhard-Karls-Universiteit te Tübingen opgenomen, waar hij theologie studeerde. In het vierde jaar op de universiteit werd hij geschorst. Wittmann werd in april 1840 door Ferdinand Herbst naar München beroepen. Samen gaven ze het tijdschrift Gottesgabe uit. In 1841 verkreeg Wittmann in Tübingen de doctorstitel in de filosofie. Daarna werd hij priester in Wurtemberg. In 1843 gaf hij zijn functies op  om te gaan trouwen. Vervolgens werd hij voorstander van het Piusverein en verhuisde daarom naar Augsburg. In 1869 verhuisde hij terug naar München, acht jaar later naar Bamberg en weer zes jaar later, 1883, terug naar München, waar hij in datzelfde jaar aan een beroerte stierf. 

## Publicaties (selectie)
- Die Herrlichkeit der Kirche in ihren Missionen seit der Glaubensspaltung (Augsburg, 1841)
- Allgemeine Geschichte der katholischen Missionen vom 13. Jahrhundert bis auf die neueste Zeit (Augsburg, 1846–1850)
- Die Christologie, oder die Wissenschaft von der Person des Gott-Menschen, nach katholischen Principien und mit besonderer Rücksicht auf die neueste speculative Philosophie (Augsburg, 1842)
- Angelus Silesius als Convertit, als mystischer Dichter und als Polemiker (Augsburg, 1842)